# جيمس آر كارجيل الثاني
جيمس راي كارجيل الثاني (بالإنجليزية: James Ray Cargill II)‏ هو وريث أمريكي.

## السيرة الشخصية
جيمس راي كارجيل الثاني هو ابن حفيد «وليام والاس كارجيل»، مؤسس شركة كارجيل. لديه أخ «أوستن ستويل كارجيل الثاني» وأخت «ماريان كارجيل ليبمان».
وهو عضو في مجلس أدارة مركز الغرب الأمريكي في جامعة كولورادو بولدر. وفي مجلس أمناء متحف الطيران والفضاء الوطني التابع لمؤسسة سميثسونيان. وقد تبرع لمركز سبوت ياث في دنفر، كولورادو، وإلى مركز والكر للفنون، وإلى معهد منيابولس للفنون في منيابولس، مينيسوتا.
خلال إدارة جيمس آر كارجيل الثاني، كان يمتلك أسهم في سولاراتيك، الشركة التي تستخدم الطاقة الشمسية لتسخين حمامات السباحة.
وهو يعيش في بيرتشوود، ويسكونسن ومتزوج ولديه طفلان. أعتباراً من عام 2016، تقدر ثروته الصافية بحوالي 3.7$ مليار دولار أمريكي.